# Филиппу, Эфтимис
Эфти́мис Фили́ппу (греч. Ευθύμης Φιλίππου; род. 18 января 1977, Афины) — греческий сценарист, драматург, писатель. Обладатель приза за «Лучший сценарий» Каннского кинофестиваля. Номинант на премию «Оскар» в категории «Лучший оригинальный сценарий». Самые удачные и известные сценарии были созданы в соавторстве греческим режиссёром, представителем греческой странной волны, Йоргосом Лантимосом.

## Биография
Эфтимис Филиппу родился 18 января 1977 года в муниципалите Ахарне, пригороде Афин. В кинематограф пришел не сразу. Некоторое время Филиппу работал журналистом и копирайтером, а в 2007 году опубликовал свой первый роман «Кто-то разговаривает сам с собой, держа в руках стакан молока».
Знаковым в карьере Филиппу оказалось знакомство с греческим режиссёром Йоргосом Лантимосом. В 2009 году они в соавторстве написали сценарий к фильму «Клык», который стал победителем программы «Особый взгляд» Каннского кинофестиваля.
После столь удачного дебюта Филиппу и Лантимос продолжили работу в тандеме и создали ещё три полнометражных кинокартины, каждая из которых смогла завоевать премии на европейских кинофестивалях.

## Фильмография
По сценариям Эфтимиса Филиппу были сняты следующие кинокартины:
| Год создания | Название фильма           | Примечания                                                 | Награды |
| ------------ | ------------------------- | ---------------------------------------------------------- | --- |
| 2009         | Клык                      | в соавторстве с Йоргосом Лантимосом                        | «Особый взгляд» Каннского кинофестиваля Премия Греческой киноакадемии за лучший сценарий Номинация на премию «Оскар» за «Лучший фильм на иностранном языке»                                                                     |
| 2011         | Альпы                     | в соавторстве с Йоргосом Лантимосом                        | Золотые Озеллы Венецианского кинофестиваля за лучший сценарий Номинация на Золотого льва Венецианского кинофестиваля |
| 2012         | L                         | в соавторстве с Бабисом Макридисом                         | Номинация на премию Греческой киноакадемии за лучший сценарий |
| 2015         | Лобстер                   | в соавторстве с Йоргосом Лантимосом                        | Приз жюри Каннского кинофестиваля Приз Европейской киноакадемии за лучшую работу сценариста Номинация на премию «Оскар» за «Лучший оригинальный сценарий» Номинация на премию BAFTA Номинация на премию BIFA за лучший сценарий |
| 2016         | Шевалье                   | в соавторстве с Афиной Рахель Цангари                      | Премия Греческой киноакадемии за лучший сценарий Победитель основного конкурса Лондонского кинофестиваля в категории «Лучший фильм»                                                                                             |
| 2017         | Убийство священного оленя | в соавторстве с Йоргосом Лантимосом                        | Приз Каннского кинофестиваля в номинации «Лучший сценарий» Номинация на приз Европейской киноакадемии за лучшую работу сценариста                                                                                               |
| 2018         | Жалость                   | в соавторстве с Бабисом Макридисом                         | Премия Греческой киноакадемии за лучший фильм |
| 2018         | Айсберги                  | короткометражный мультфильм по мотивам собственного романа | Победитель Международного кинофестиваля в Сан-Франциско в номинации «Лучший короткометражный анимационный фильм» |
| 2018         | Эстафетная палочка        | короткометражный фильм                                     | |
| 2019         | Ничто                     | короткометражный фильм в соавторстве с Йоргосом Лантимосом | Победитель конкурса короткометражных фильмов на кинофестивале в Косово |
| 2023         | Виды доброты              | на постпродакшне, в соавторстве с Йоргосом Лантимосом      | |